# 塞沙勒
塞沙勒（法語：Seychalles，法語發音：[seʃal]）是法国多姆山省的一个市镇，属于蒂耶尔区。

## 地理
塞沙勒（45°48'20"N, 3°20'19"E）面积9.21 平方千米，位于法国奥弗涅-罗讷-阿尔卑斯大区多姆山省，该省份为法国中南部省份，北起阿列省接壤，东临卢瓦尔省，南至上盧瓦爾省和康塔爾省，西接科雷兹省和克勒兹省。
与塞沙勒接壤的市镇（或旧市镇、城区）包括：博尔加尔莱韦克、布泽勒、朗普蒂、勒祖、穆瓦萨。

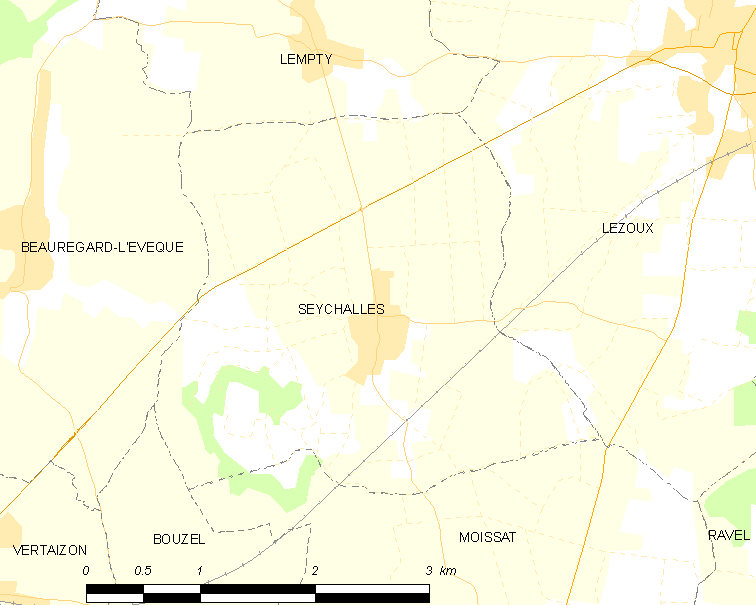
塞沙勒的OSM定位图

塞沙勒的时区为UTC+01:00、UTC+02:00（夏令时）。

## 行政
塞沙勒的邮政编码为63190，INSEE市镇编码为63420。

## 政治
塞沙勒所属的省级选区为勒祖县。

## 人口

1962-2008年间塞沙勒人口变化图示

塞沙勒于2022年1月1日时的人口数量为787人。